# Kiesby
Kiesby (dänisch: Kisby) ist ein Dorf im Kreis Schleswig-Flensburg in Schleswig-Holstein. Es liegt südlich von Süderbrarup in der Nähe der Schlei und der Ostsee. Seit dem 1. März 2013 gehört die ehemals eigenständige Gemeinde Kiesby mit Bremswatt (Bremsvad), Kaltoft (Kalvtoft) und Kiesbyfeld zur Gemeinde Boren.

## Geschichte
Kiesby wurde 1386 erstmals erwähnt. Der Ortsname bedeutet das Dorf oder die Siedlung des Kisi.

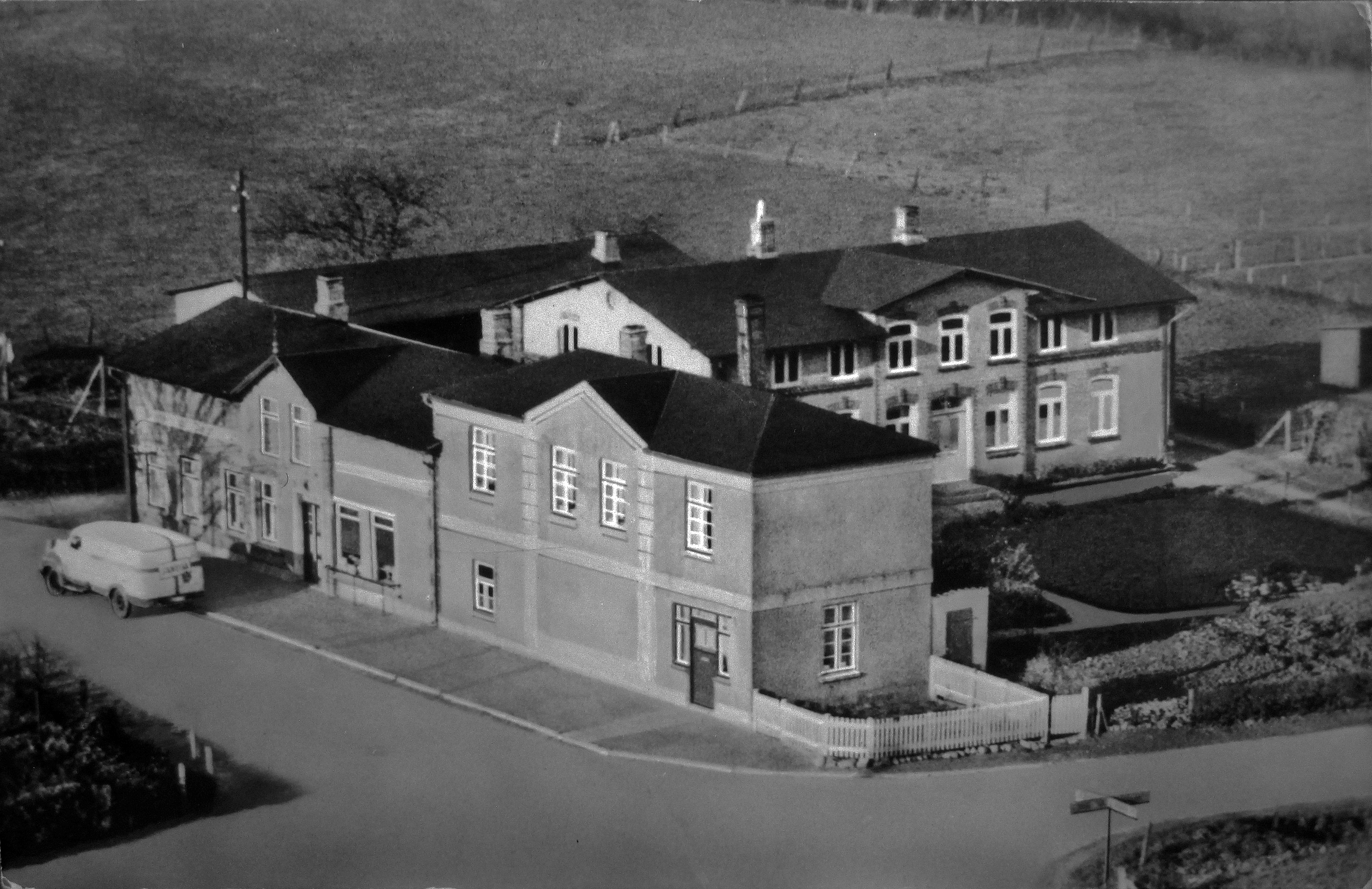
Das Anwesen der alten Bäckerei und Konditorei & Kolonialwarenhandlung an der Kreuzung in Kiesby. Einige Jahre vor dem Zeitpunkt der Aufnahme (Mitte der 1950er Jahre) wurde die Mühle, die sich ursprünglich auf dem Feld hinter dem Stall befand, abgerissen.

Bis etwa Ende der 1940er/Anfang der 1950er Jahre stand nahe der Dorfkreuzung in Kiesby eine große Windmühle (ein Galerie-Holländer), in der das Mehl einer Bäckerei und Konditorei & Kolonialwarenhandlung von überregionaler Bedeutung gemahlen wurde. Die Gebäude der ehemaligen Bäckerei existieren heute noch. Neben dieser Bäckerei befand sich bis etwa in die 1960er hinein eine der vielen regionalen kleinen Dorfschulen der dänischen Minderheit des Landesteiles Südschleswig, die sogenannte Kisby danske skole, deren Räumlichkeiten sich nach ihrer Auflösung in Privatbesitz befinden.
Seit 1971 ist der Schieß-Sport-Club Kiesby hier beheimatet.
Im Jahre 1992 konnte ein weitgehend in Eigenleistung erstelltes neues Feuerwehrhaus eingeweiht werden.
Seit 1997 gibt es das überwiegend von der Freiwilligen Feuerwehr und Schützen in Eigenleistung erstelle „Dörpshuus Kiesby“. In ihm finden Feste, Versammlungen und Ausbildungen statt, zusätzlich ist es das Domizil der Schützen.

## Wappen
Blasonierung: „In Blau ein silberner Dreiblatt-Rotor eines Windrades, die Spitzen den Schildrand stoßend, die Rotornabe überdeckt von einem silbernen Wagenrad. Oben links ein goldener Apfel, oben rechts ein goldener Amboss, unten vier gefächerte goldene Kornähren.“

## Wirtschaft und Infrastruktur
Der Ort ist überwiegend landwirtschaftlich geprägt. In Kaltoft befindet sich eine Süßmosterei mit überregionaler Bedeutung. Weiterhin befinden sich ein Metallbau-Betrieb und ein Fuhrunternehmen im Ort. Auch der Tourismus ist eine wichtige Einnahmequelle.
In dem relativ kleinen Ort Kiesby haben sich zwei Kinderheime etabliert, weswegen das Durchschnittsalter der Dorfeinwohner eher niedrig ist.